# Алеко
«Алеко» — первая опера Сергея Рахманинова, написанная по поэме Александра Пушкина «Цыганы» в качестве дипломной работы в Московской консерватории, которую Рахманинов окончил по классу фортепиано в 1891 году, а по классу композиции — в 1892 году с присуждением большой золотой медали.

## История создания
Одноактная опера «Алеко» была написана на либретто Владимира Немировича-Данченко менее чем за месяц и представлена ранее установленного срока. Премьера оперы состоялась 27 апреля 1893 года в Большом театре, дирижировал оперой Ипполит Альтани. Спектакль прошёл с успехом и был доброжелательно встречен критиками. Высоко оценил оперу и Пётр Чайковский, присутствовавший на премьере в тот вечер. Повторная премьера прошла 18 октября 1893 года в Киеве. Здесь Рахманинов впервые выступил в качестве дирижёра. В последующие годы опера не входила в постоянный репертуар театров, но её разовые постановки пользовались неизменным успехом. В постановках «Алеко» принимали участие выдающиеся оперные певцы того времени, например, роль Алеко исполнял Фёдор Шаляпин.
В отличие от более камерных поздних опер С.В. Рахманинова, «Алеко» имеет сложную, насыщенную событиями драматургию. Опера близка к веризму.

## Действующие лица
- Алеко — баритон, первый исполнитель Богомир Корсов;
- Молодой цыган — тенор, первый исполнитель Л.М. Клементьев;
- Старик (отец Земфиры) — бас, первый исполнитель С.Г. Власов;
- Земфира — сопрано, первая исполнительница М.А. Дейша-Сионицкая;
- Старая цыганка — контральто, первая исполнительница Е.И. Шубина;
- Цыгане.

## Краткое содержание
На берегу реки раскинул шатры табор цыган. Тихо напевая, они спокойно готовятся к ночлегу. Старый цыган, отец красавицы Земфиры, вспоминает молодость и свою любовь, причинившую ему немало страданий. Совсем недолго его любила Мариула, через год ушла она с другим табором, бросив мужа и маленькую дочь.
Рассказ старика вызывает бурный отклик у Алеко. Он не простил бы измены и поэтому не может понять, почему старик не стал мстить неверной жене и её возлюбленному. Если он найдёт врага даже спящим над бездной моря, он столкнет его в пучину!
Речи Алеко глубоко чужды и неприятны Земфире, ещё недавно любившей его. Теперь этот человек, пришедший к ним в табор из другого мира, враждебен ей, его жестокость непонятна, любовь постыла. Земфира не скрывает вспыхнувшей в ней страсти к молодому цыгану. Качая люльку, она напевает песню о старом, ревнивом, нелюбимом муже. «Я песню про тебя пою», — говорит она Алеко. Наступает ночь, и Земфира уходит на свидание.
Оставшись один, Алеко погружается в горькое, мучительное раздумье. С болью вспоминает он об ушедшем счастье. Мысль об измене Земфиры приводит его в отчаяние.
Только под утро возвращаются Земфира и молодой цыган. Навстречу влюблённым выходит Алеко. В последний раз молит он Земфиру о любви. Пытаясь смягчить её сердце, он напоминает, что ради любви Земфиры обрёк себя на добровольное изгнание из общества, в котором родился и вырос. Но Земфира непреклонна. Мольбы Алеко сменяются угрозами. Охваченный гневом, он закалывает молодого цыгана. Оплакивая смерть возлюбленного, Земфира проклинает злодейство Алеко. Алеко убивает и Земфиру. На шум сходятся цыгане. Им, ненавидящим казни и убийства, непонятен жестокий поступок Алеко.
Отец Земфиры говорит:
«Мы дики, нет у нас законов, / Мы не терзаем, не казним, / Не нужно крови нам и стонов, / Но жить с убийцей не хотим».
Цыгане уходят, оставляя Алеко, одинокого, охваченного безысходной тоской.

## Записи

### Аудиозаписи
| Год  | Организация                                                                                           | Дирижёр           | Солисты | Издатель и каталожный номер                | Примечания |
| ---- | --- | ----------------- | --- | ------------------------------------------ | ---------- |
| 1951 | Хор и оркестр Центрального телевидения и радиовещания СССР                                            | Николай Голованов | Алеко — Иван Петров, Земфира — Нина Покровская, молодой цыган — Анатолий Орфёнов, старый цыган — Александр Огнивцев, старая цыганка — Бронислава Златогорова      | Д 5682-5 (1959), Мелодия Д 033753-4 (1973) |            |
| 1973 | Пловдивский филармонический оркестр                                                                   | Руслан Райчев     | Алеко — Николай Гюзелев, Земфира — Благовеста Карнобатлова-Добрева, молодой цыган — Павел Куршумов, старый цыган — Димитер Петков, старая цыганка — Тони Чирстова |                                            |            |
| 1987 | Большой хор ЦТ и ВР, Академический симфонический оркестр Московской филармонии                        | Дмитрий Китаенко  | Алеко — Евгений Нестеренко, Земфира — Светлана Волкова, молодой цыган — Вячеслав Полозов, старый цыган — Владимир Маторин, старая цыганка — Раиса Котова          | Мелодия A10 00525 009 (1989)               |            |
| 1990 | Академический Большой хор Гостелерадио СССР, Государственный академический симфонический оркестр СССР | Евгений Светланов | Алеко — Артур Эйзен, Земфира — Людмила Сергиенко, молодой цыган — Гегам Григорян, старый цыган — Глеб Никольский, старая цыганка — Анна Волкова                   | SUCD 10 00416 MEL CD 10 01703              |            |
| 1993 | Пловдивский филармонический оркестр                                                                   | Андрей Чистяков   | Алеко — Владимир Маторин, Земфира — Наталья Ерасова, молодой цыган — Виталий Таращенко, старый цыган — Вячеслав Почапский, старая цыганка — Галина Борисова       |                                            |            |
| 1996 | Новосибирский театр оперы и балета                                                                    | Алексей Людмилин  | Алеко — Владимир Урбанович, Земфира — Ольга Бабкина, молодой цыган — Игорь Борисов, старый цыган — Виталий Ефанов, старая цыганка — Татьяна Горбунова             |                                            |            |
| 1997 | Хор Гётеборгской оперы, Гётеборгский симфонический оркестр                                            | Неэме Ярви        | Алеко — Сергей Лейферкус, Земфира — Мария Гулегина, молодой цыган — Илья Левинский, старый цыган — Анатолий Кочерга, старая цыганка — Анне Софи фон Оттер         |                                            |            |

Источники:, 

### Фильмография
| Год  | Организация                                                                                            | Дирижёр           | Солисты | Производитель и каталожный номер | Примечания |
| ---- | --- | ----------------- | --- | -------------------------------- | --- |
| 1953 | Оркестр Ленинградской государственной филармонии                                                       | Николай Рабинович | Алеко — Александр Огнивцев, Земфира — Инна Зубковская (вокал — ?), молодой цыган — Святослав Кузнецов (вокал — ?), старый цыган — Марк Рейзен, старая цыганка — Бронислава Златогорова | Ленфильм                         | снят в формате "стерео 35 кадр над кадром", первое советское стереокино а американском прокате Роли, за исключением заглавной, исполняют драматические актёры |
| 1986 | Академический Большой хор Гостелерадио СССР, Академический симфонический оркестр Московской филармонии | Дмитрий Китаенко  | Алеко — Евгений Нестеренко, Земфира — Светлана Волкова, молодой цыган — Михаил Мунтян, старый цыган — Владимир Маторин, старая цыганка — Раиса Котова                                  | Лентелефильм                     | |